# Ахмад Аґа Дуздар

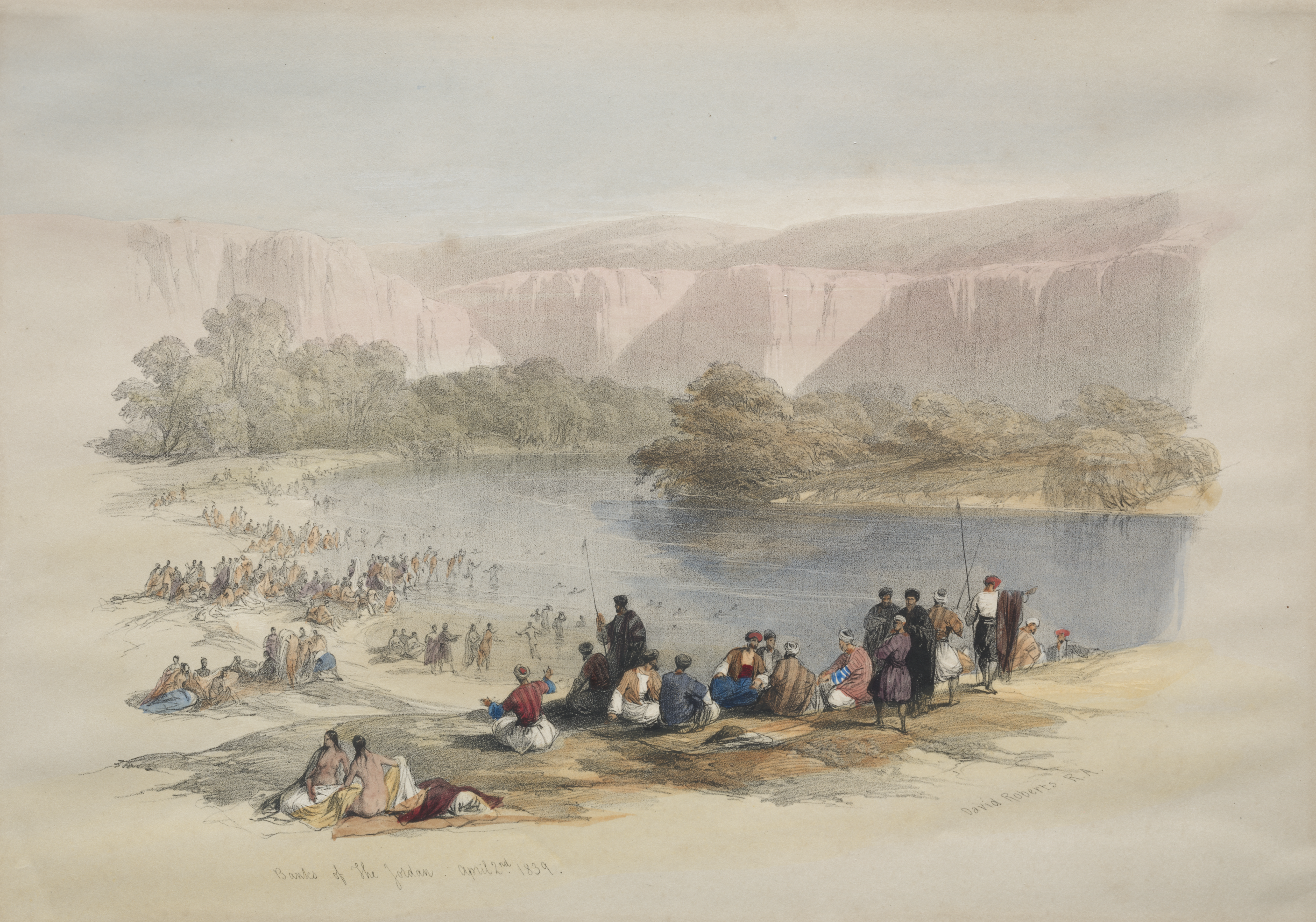
«Занурення паломників» Девіда Робертса; супровідний текст зазначає: «Тут Ахмет Аґа, губернатор Єрусалиму, з частиною своєї арабської гвардії, займають передній план»

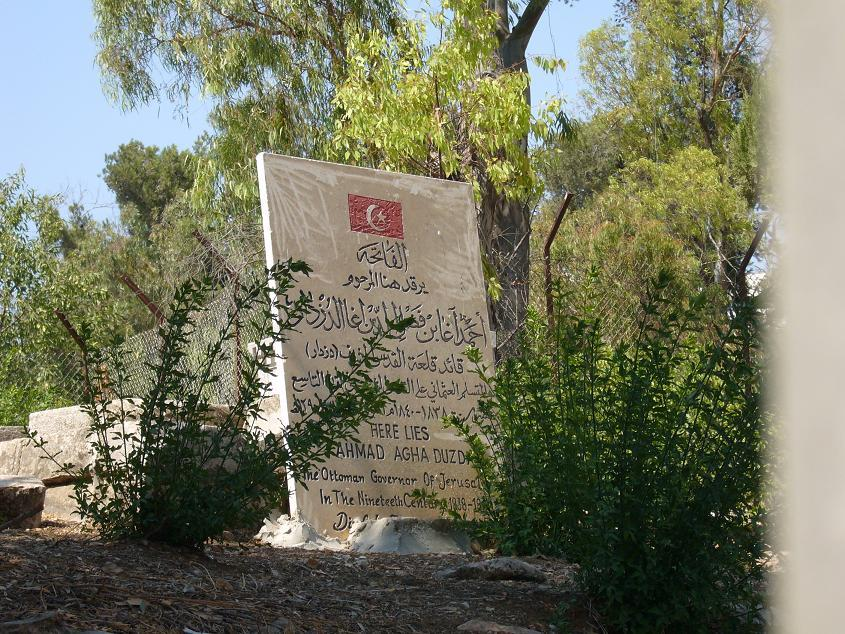
Могила Ахмада Аґи Дуздара на кладовищі Мамілла, Єрусалим

Ахмад Аґа Фадхелальдін Аґа Аль-Асалі Дуздар (араб. أحمد آغا بن فضل الدين آغا العسلي دزدار) — мер Єрусалиму та губернатор Єрусалиму з 1838 по 1863 роки.
1839 року Ахмад Аґа супроводжував шотландського художника Девіда Робертса з міста Єрусалим до річки Йордан разом із 4000 християнськими паломниками:
|  | Перебуваючи в Єрусалимі, містер Робертс отримав велику прихильність і допомогу від тодішнього губернатора Ахмета Аґи, якого він супроводжував із понад чотирма тисячами християнських паломників до Єрихону та річки Йордан Оригінальний текст (англ.) While at Jerusalem, Mr. Roberts received much kindness and assistance from the then governor, Achmet Aga, whom he accompanied with above four thousand Christian pilgrims to Jericho and the river Jordan |

Його ім'я зустрічається у петиції Мухаммеда Шаріфа (англ. Muhammad Sharif) 1840 року з вимогою, щоб «євреям не дозволялося прокладати бруківку, і їх слід застерігати від підвищення голосу та виставлення своїх книг біля Західної стіни».
Офіційний титул звучав як «Османський губернатор Єрусалиму». Ахмад Аґа був відомий своїми відносинами з Мозесом Монтефіоре, продавши йому землю, де Монтефіоре зміг побудувати житловий проєкт Мішкенот Ша'ананім в 1860 році:
|  | Ахмад Аґа Дуздар, який був губернатором Єрусалиму під час правління Мохаммеда Алі (англ. Mohhammad Ali) і який з 1839 року підтримував дружні стосунки з сером Мозесом, був власником цієї землі. Коли сер Мозес заговорив із ним на тему покупки, він відповів: «Ти мій друг, мій брат, зіниця мого ока, негайно заволодій нею. Цю землю я тримаю як реліквію від своїх предків. Я б не продав її нікому за тисячі фунтів, але тобі віддаю її без грошей: вона твоя, заволодій нею». «Я сам, моя дружина і діти, ми всі твої». І така була його відповідь серу Мозесу день за днем, коли його запитували, за яку суму він продасть згадане майно. Зрештою, після цілоденної найдружнішої суперечки, яка майже вичерпала весь мій запас арабської фразеології (виконуючи роль перекладача між ним і сером Мозесом), він сказав мені: «Ти мій друг, мій брат; своєю бородою, своєю головою я заявляю, що це так. Скажіть серу Мозесу, щоб він подарував мені тисячу фунтів стерлінгів, і ми негайно поїдемо до каді» Оригінальний текст (англ.) Ahhmed Agha Dizdar, who had been Governor of Jerusalem during the reign of Mohhammad Ali, and who since the year 1839 had stood in friendly relations with Sir Moses, was the owner of the land in question. When Sir Moses broached the subject of the purchase to him, his answer was: «You are my friend, my brother, the apple of my eye, take possession of it at once. This land I hold as an heirloom from my ancestors. I would not sell it to any person for thousands of pounds, but to you I give it without any money: it is yours, take possession of it.» « I myself, my wife, and children, we all are yours.» And this was his reply to Sir Moses day after day, whenever he was asked the price for which he would sell the said property. Ultimately, after a whole day's most friendly argument, which almost exhausted all my stock of Arabic phraseology (having acted as interpreter between him and Sir Moses), he said to me: «You are my friend, my brother; by my beard, my head, I declare this is the case. Tell Sir Moses to give me a souvenir of one thousand pounds sterling, and we will go at once to the Ckadee» |

У 2005 році турецький уряд за погодженням з Вакфом спорудив знак на його могилі на південному кінці цвинтаря Мамілла в західному Єрусалимі.

## Виноски
1. ↑  The Holy Land, Syria, Idumea, Arabia, Egypt, and Nubia, Volume II, Encampment of the Pilgrims at the Jericho
2. ↑  The Holy Land, Syria, Idumea, Arabia, Egypt, and Nubia, Volume II, The Immersion of the Pilgrims
3. ↑  The Holy Land, Syria, Idumea, Arabia, Egypt, and Nubia, Volume I, Notice on Mr. Roberts's journey to the East
4. ↑  Diaries of Sir Moses and Lady Montefiore : comprising their life and work as recorded in their diaries from 1812 to 1883, Volume 2, pages 51-52